# Jackson Creek (Maribyrnong River)
Der Jackson Creek ist ein Bach im Süden des australischen Bundesstaates Victoria.

## Verlauf
Er ist ein Quellfluss des Maribyrnong River und fließt aus dem Rosslynne Reservoir in der Nähe von Gisborne heraus. Der Stausee, der von mehreren Bächen ohne Namen gespeist wird, liegt auf der Great Dividing Range.
Der Jackson Creek fließt von Gisborne aus zunächst nach Osten und biegt dann westlich von Clarkefield nach Süden ab. Er passiert Sunbury östlich des Stadtzentrums, setzt dann seinen Lauf in südöstlicher Richtung fort und vereinigt sich mit dem Deep Creek zum Maribyrnong River. Südlich der Ortschaft Riddles Creek münden von Norden der Riddels Creek und von Süden der Longview Creek ein.
Westlich des Flughafens von Melbourne, in der Nähe des Calder Freeway, durchfließt der Jackson Creek den Organ-Pipes-Nationalpark wenige Kilometer vor seinem Zusammenfluss mit dem Deep Creek.